# Meteor Apocalypse - Pioggia di fuoco
Meteor Apocalypse - Pioggia di fuoco (Meteor Apocalypse) è un film del 2010 diretto da Micho Rutare. 
È un B movie statunitense prodotto da The Asylum, società specializzata nelle produzioni di film a basso costo per il circuito direct-to-video.

## Trama
Una cometa è destinata ad impattare sulla Terra. Tutti gli stati dotati di arsenale nucleare colpiscono la cometa con missili balistici ma essa va in frantumi bombardando con tutti i suoi detriti l'intera superficie terrestre e contaminando le acque sotterranee. David Dematti scopre che alcuni resti della cometa hanno colpito il lago Mead,in Nevada, e sua figlia Allison, avendo bevuto l'acqua dal rubinetto di casa, è rimasta contaminata. David si mette quindi alla ricerca di sua moglie Kate e della figlia che sono stati trasferiti in quarantena a Las Vegas.
Durante il percorso, David incontra una ragazza svenuta, Lynn, ad una stazione di servizio e, dopo averla rianimata, la porta con lui a Las Vegas. Quando arrivano, si rendono conto che la maggior parte della città è stata distrutta e i pazienti ricoverati sono stati trasferiti a Los Angeles. David riesce comunque ad ottenere l'antidoto contro gli effetti della contaminazione causata dalla cometa. Quando si scopre che il frammento finale, il più grande, sta per colpire Los Angeles, inizia l'evacuazione ma i pazienti malati vengono lasciati indietro. Lynn muore, ma, avendolo sperimentato sul suo corpo, rende disponibile l'antidoto per la figlia di David. Quando la famiglia finalmente riesce a riunirsi, il frammento finale colpisce la città.

## Produzione
Il film fu prodotto da The Asylum e Faith Films e girato a Los Angeles, in California, nell'ottobre 2009. Le musiche sono firmate da Douglas Edward. Il regista è Micho Rutare che ha anche scritto la sceneggiatura insieme a Brian Brinkman.

## Promozione
Le tagline sono:
- "A gigantic meteors enters Earth's orbit and begins to disintegrate, showering the entire planet with debris." ("Un gigantesco meteorite entra nell'orbita terrestre e comincia a disintegrarsi, spargendo per l'intero pianeta i detriti.")
- "A Biblical Prophecy. A Global Catastrophe." ("Una profezia biblica. Una catastrofe globale.")

## Distribuzione
Il film è stato distribuito da The Asylum solo per l'home video. Alcune delle uscite internazionali sono state:
- 23 febbraio 2010 negli Stati Uniti (Meteor Apocalypse)
- in Italia (Meteor Apocalypse - Pioggia di fuoco)
- in Grecia (O meteoritis tis Apokalypsis)